# Дунай (Кировская область)
Дунай — упразднённая деревня в Фалёнском районе Кировской области. На момент упразднения входила в состав Поломского сельского поселения. Исключена из учётных данных в 2004 году.

## География
Находилась в истоке ручья Малый Лемнег (приток реки Коса), на расстоянии примерно 3 километра по прямой на северо-восток от села Полом.

## История
Впервые упомянута в 3‑я ревизия Вятского края 1762—1765 г., как починок Малый Лемнег Каринского стана Косинской волости Слободского уезда Вятской провинции Казанской губернии. В починке проживало 8 человек (5 мужчин и 3 женщины) новокрещены из отяков. По «Списку населённых мест Вятской губернии 1802 г.» значатся два населённых пункта посёлок Малой Лелпег из 4 дворов и деревня Малаго Ленпегу из 2 дворов в Ялганской и Астраханской волости Глазовского округа. В «Списке населённых мест Вятской губернии 1859—1873 гг.» впервые фиксируется второе название деревни Лемнег малый (Дунай). По данным на 1926 год деревня Дунай, Мал. Лимпег состояла из 52 хозяйств, в административном отношении входила в состав Поломского сельсовета Ухтымской волости Нолинского уезда. В 1931 году организован колхоз «Красная звезда», с 1950 года деревня являлась отделением колхоза имени Маленкова (с 1956 г. «Путь к Коммунизму»). В ноябре 2003 г. деревню покинули последние жители — семья Порина Николая Васильевича.

## Население
| год     | 1762-1765 | 1802 | 1860-е | 1891 | 1905 | 1926 | 1950 | 1989 | 2002 |
| ------- | --------- | ---- | ------ | ---- | ---- | ---- | ---- | ---- | ---- |
| человек | 8         | 26   | 162    | 230  | 249  | 290  | 150  | 59   | 9    |

Постоянное население составляло 9 человек (удмурты 100 %) в 2002 году.